# IANA
IANA je skraćenica za Internet Assigned Numbers Authority koje je odeljenje ICANN-a, neprofitne, privatne američke korporacije, koja nadgleda globalnu raspodelu IP adresa, raspodelu autonomnih sistema, upravljanje DNS sistemom, i raznim drugim stvarima vezanim za brojeve i simbole u internet protokolu.

Pre osnivanja ICANN-a primarno za ove svrhe, 1998, IANA je bila prvenstveno pod upravom Džona Postela u Institutu za informacione tehnologije (ISI) Univerziteta Južne Kalifornije(USC) smeštene u Marina Del Ray-u (Los Anđeles), pod ugovorom koji je USC/ISI imala sa Ministarstvom odbrane Sjedinjenih Američkih država, dok nije osnovana ICANN pod ugovorom Ministarstva trgovine Sjedinjenih država.

## Odgovornosti
IANA je odgovorna za raspodelu globalno jedinstvenih imena i brojeva koji se koriste u Internet protokolima koji su objavljeni kao RFC dokumenta. Ova dokumenta opisuju metode, ponašanja, istraživanja ili inovacije koje su bitne za rad Interneta i Internetom povezanih sistema. IANA takođe održava blisku vezu sa IETF-om i RFC-ovim uređivačkim timom u ispunjavanju ove funkcije.
U slučaju dva glavna imenska prostora, IP adrese i imena domena, dodatna administrativna politika i delegacija podređenim upravama je neophodna zbog višeslojne distribuirane upotrebe ovih resursa.

### IP adrese
IANA poverava raspodelu IP adresnih blokova RIRovima (Regional Internet Registries). Svaki RIR deli adrese različitoj oblasti sveta. Zajedno RIRovi su osnovali Number Resource Organization (NRO) osmišljen tako da predstavlja njihove zajedničke interese i da obezbede da su politike izjava koordinirane globalno.
RIRovi dele svoje raspodeljene adrese u još manje blokove i raspoređuju ih shodno svojim regionima Internet provajderima i drugim organizacijama. Od uvođenja CIDR sistema, IANA obično raspodeljuje adresni prostor u 8 prefiksnih blokova za IPv4 i 23 ili 12 prefiksnih blokova za IPv6.

### Imena domena
IANA administrira podatke u root nameserver-ima, koji su u vrhu hijerarhije DNS drveta. Ovaj zadatak uključuje vezu sa operatorima najvišeg nivoa domena, korenog nameserver operatora, i ICANN-ove polise o pravljenju aparature.
ICANN takođe upravlja .int registrom za internacionalne ugovorne organizacije, .arpa zonom za Internet infrastrukturne svrhe, uključujući DNS u obrnutom smeru, i razne ostale kritične zone, kao što su root serveri.

### Protokol parametri
IANA administrira mnoge parametre IETF protokola. Primeri su imena Uniform Resource Identifier (URI) šema i preporučeno kodiranje karaktera za Internet. Ovaj zadatak je uzet pod nadzorom Internet Architecture Board-a (IAB), a dogovor je objavljen u  2860.

### Baza podataka vremenskih zona
IANA-ina baza podataka vremenskih zona sadrži razlike vremenskih zona i pravila za razne regione sveta, te omogućava da se ova informacija koristi od strane kompjutera i ostalih elektronskih uređaja radi održavanja tačnog vremena na Internetu.
IANA je nastavila upravljanje bazom podataka 16. oktobra 2011. godine, nakon Astrolabe, Inc. v. Olson et al.

suđenja i eventualnog prekida rada baze.

## Previd
IANA je pod upravom Internet Corporation for Assigned Names and Numbers (ICANN) koja je pod ugovorom Ministarstva trgovine Sjedinjenih Američkih država (DOC) i u dogovoru je sa IETF. DOC takođe obezbeđuje stalnu funkciju nadzora, čime proverava dopune i promene napravljene u DNS root zoni da bi obezbedili da je IANA i dalje u skladu sa polisama. IAB, u ime IETF-a, ima mogućnost da raskine ugovor o IANA-i sa ICANN uz šestomesečno upozorenje.
28. januara 2003. DOC, preko Acquisition and Grants Office koja je deo Nacionalne okeanske i atmosferske administracije, izdao je obaveštenje o nameri da dodeli ICANN ugovor za IANA-u na još tri godine. Time su alternativni ponuđači dobili priliku da dostave detaljan pisani odgovor o tome kako bi oni mogli da se snađu sa ovim zahtevom. Odgovori su se čekali 10 dana, praćeni publikacijom poziva i rešenja da li se otvara "tender" konkurenciji, sve ovo je ostajalo u diskreciji vlade.
Avgusta 2006. DOC je produžio IANA-in ugovor sa ICANN-om na dodatnih pet godina.
S' obzirom da ICANN rukuje sa svetskim resursom, ali je kontrolisan od strane interesa Ujedinjenih Nacija, puno predloga je bilo da se razdvoji funkcija IANA-e od ICANN-a.
14. marta 2014. DOC je objavio svoje namere da promene ključnu funkciju Internet domena u globalnu multipartnersku zajednicu.

## Istorija
IANA je prvobitno napravljena neformalno kao referenca raznim tehničkim funkcijama ARPANET-a, koje su Džon Postel i Džojs K. Rejnolds izneli pred Kalifornijskim univerzitetom u Los Anđelesu (UCLA) i pred Institutom za informacione tehnologije Univerziteta Južne Kalifornije.
26. marta 1972. Vint Cerf i Džon Postel su u UCLA-u sazvali na sastnak o tekućim pitanjima  322. Administratori mreže su zamoljeni da pošalju poruku ili pozovu telefonom i da "opišu funkciju i soket broj mrežnog servisnog programa za svaki HOST". Ovo rešenje je zatim objavljeno kao  433 u decembru 1972. U njemu Postel prvi put predlaže registar zadataka - port brojeva do mrežnih servisa, nazivajući sebe carem soketnih brojeva.
Prva referenca ka imenu "IANA" u RFC seriji je u  1060, objavljenom 1990. od strane Postela i Rejnoldsa u USC-ISI, ali funkcija, i terminologija, je utvrđena još mnogo ranije;  1174 kaže "Kroz celu svoju istoriju, Internet sistem ima centralni Internet Assigned Numbers Authority (IANA)...", i  1060 izlistava dugu seriju ranijih izdanja, počevši sa  349.
1995. Nacionalna naučna fondacija (NSF) odobrila je Network Solutions procenila je da cena imena domena registrovanog korisnika bude $50 godišnje, prve dve godine, 30 procenata od toga je bilo uloženo u Fond intelektualnih infrastruktura (IIF), fond koji je korišćen za očuvanje i unapređenje intelektualne infrastrukture Interneta. To je izazvalo sveopšte nezadovoljstvo zbog ovako centralizovane moći (i taloženja novca) jedne kompanije, pa su ljudi gledali na IANA-u kao na soluciju. Postel je nacrtao skicu IANA-e i kreacije novih vrhovnih domena. On je pokušao da institucionalizuje IANA-u. U retrospektivi, ovo je bilo važno, s' obzirom da je iznenada umro dve godine kasnije.
U januaru 1998. Postel je dobio pretnje od američkog predsedničkog naučnog savetnika Ira Magazinera sa rečenicom "Nikada nećeš raditi bilo šta u vezi Interneta, ikada više" nakon što je Postel sarađivao sa operatorima root servera na raznim testiranjima. Pokazavši da je kontrola root-a od strane IANA-e, a ne od Network Solutions-a, bi razjasnilo IANA-in autoritet i mogućnost da stvori novi vrhunski domen i da zaustavi rat DNS-a, ali on je završio sa svojim naporima nakon Magazinerove pretnje, a uskoro zatim i preminuo.
Jon Postel upravljao je funkcijama IANA-e od svojih početaka u ARPANET-u do svoje smrti u oktobru 1998. Tokom skoro 30 godina nesebičnog rada , Postel je sebi obezbedio važno mesto u istoriji razvoja Internet infrastrukture. Nakon njegove smrti, Džojs K. Rejnolds, koji je sa njim radio godinama, uspeo je da prenese funkciju IANA-e u ICANN.
1988. IANA je osnovana od strane američke vlade pod ugovorom između Defense Advanced Research Projects Agency i Information Sciences Institute. Ovaj ugovor istekao je u aprilu 1997. ali je produžen, radi očuvanja IANA-e.
- 24 decembra 1998. USC ušao je u dogovor sa ICANN-om, prebacivši IANA projekat ICANN-u, počevši od 1. januara 1999. tako napravivši IANA-u bitnim delom ICANN-a.[11]
- U junu 1999. na sastanku u Oslu, IETF je potpisao ugovor sa ICANN-om u vezi sa obavezama IANA-e unutar IETF-a; ovo se nalazi u  2860.
- 8. februara 2000. DOC je stupio u dogovor sa ICANN-om, koje IANA funkcije sme da obavlja.[12]
- U novemberu 2003. Dag Barton je postao menadžer IANA-e, zatim 2005. tu ulogu preuzima Dejvid Konrad, sve do 2010. Od kada je na toj funkciji Eliza Gerih

## Spoljašnje veze
- IANA website
- IANA MIME media types list
- IANA character sets
- Numbers Resource Organization
- ISI/ICANN transition agreement
- IANA Functions Purchase Order of the United States Department of Commerce
- ICANN contract for IANA, March 2003
- Launching the DNS War: Dot-Com Privatization and the Rise of Global Internet Governance by Craig Simon. Ph.D. dissertation containing an extensive history of events which sparked the so-called "dns war".
- IANA List of Registrars